# Kamov Ka-22
Il Kamov Ka-22 Vintokryl (in caratteri cirillici Камов Ка-22 Винтокрыл, nome in codice NATO Hoop) fu un elicoplano da trasporto tattico pesante progettato dall'OKB 938 diretto da Nikolaj Il'ič Kamov, sviluppato in Unione Sovietica durante gli anni cinquanta e rimasto allo stadio di prototipo.
L'aerodina sperimentale, destinata ai reparti della Voenno-vozdušnye sily, l'aeronautica militare sovietica, combinava la capacità di un elicottero nel decollo verticale con quelle di un aereo ad ala fissa per il volo di crociera. Il Ka-22 possedeva un elevato carico utile, paragonabile con quello dell'Antonov An-12. Otto record mondiali per altitudine e velocità sono stati ottenuti dal Ka-22 nella sua classe, nessuno dei quali è mai stato battuto.

## Storia del progetto
Per aumentare il range operativo di un elicottero, il progettista di Kamov Vladimir Barshevsky elaborò il progetto di un elicottero con ali fisse e sistema di propulsione di un aeroplano. Nel 1954 fu accettata la proposta di produzione di tre Ka-22, ma dati i ritardi nell'avanzamento del progetto l'ordine per il secondo e il terzo prototipo fu cancellato nel marzo 1956. Il primo decollo è datato 17 giugno 1959, il primo volo libero il 15 agosto 1959. Furono riscontrate serie difficoltà di controllo, che portarono al posticipo dell'ordine fino alla risoluzione dei suddetti problemi. Nel luglio 1960 fu ricevuto l'ordine di produrre altri tre Ka-22.

## Tecnica
Il Ka-22 era in sostanza un aereo ad ala fissa con due rotori posizionati alle estremità delle ali. I motori furono montati alle estremità di entrambe le ali, ciascuno collegato con un'elica a quattro pale e a un rotore principale anch'esso a quattro pale. Il prototipo originale era spinto da due motori Kuznetsov TV-2VK da 5 900 CV, successivamente sostituiti da due motori Soloviev D-25VKT da 5 500 CV. La fusoliera conteneva una cabina di pilotaggio a tre posti posta sopra la vetratura di prua e un'area di carico principale che poteva contenere 80 passeggeri o 16,5 tonnellate di carico utile. L'intera prua poteva aprirsi a dritta per alloggiare carichi eccezionali.
In modalità elicottero le eliche di propulsione venivano disconnesse e i flap abbassati a 90 gradi. In modalità di volo ad ala fissa, i rotori verticali erano lasciati liberi di ruotare liberamente, e l'aeromobile veniva controllata attraverso gli alettoni e le superfici di coda. Il carrello d'atterraggio a ruote appaiate era fisso.

## Impiego operativo
Durante la sua breve storia operativa, il Ka-22, pilotato da D.K. Yefremov e V.V. Gromov stabilì otto record mondiali. Il 7 ottobre 1961, con delle carenature sopra le ruote e dietro la cabina, fu raggiunto un nuovo record di velocità per la sua classe con 356,3 km/h. Dopo la rimozione delle carenature a ruote e abitacolo, il 24 novembre 1961 un carico di 16 485 kg fu sollevato fino all'altitudine di 2 557 m.
Il 28 agosto 1962, nel corso di una tappa intermedia durante un volo di trasferimento verso Mosca per test di omologazione, il Ka-22 rotolò sulla sinistra e si rovesciò uccidendo l'intero equipaggio. Si scoprì che la causa era collegata al sistema di controllo del beccheggio del rotore destro; ulteriori indagini scoprirono che anche due degli altri tre Ka-22 avevano lo stesso problema. Per migliorare la stabilità e il controllo in volo fu installato un nuovo sistema di autopilota che rilevava l'inclinazione e l'accelerazione angolare e le trasmetteva al sistema di controllo.
Il 12 agosto 1964, il prototipo 01-03 andò distrutto durante alcuni test per l'aviazione russa. L'aeromobile cominciò a ruotare a destra in modo incontrollabile e, nel tentativo di correzione il Ka-22 entrò in picchiata. Fu dato l'ordine di abbandonare il velivolo e tre membri dell'equipaggio si salvarono, ma il colonnello S.G. Brovtsev, che era a bordo, e il tecnico A.F. Rogov, rimasero uccisi.
Dopo questo incidente, il progetto del Ka-22 fu abbandonato. Gli ultimi due esemplari furono smantellati.

## Utilizzatori
Unione Sovietica
- Voenno-vozdušnye sily